# Senza lasciare traccia (film 2018)
Senza lasciare traccia (Leave No Trace) è un film del 2018 diretto da Debra Granik.
La pellicola è l'adattamento cinematografico del romanzo My Abandonment scritto da Peter Rock.

## Trama
Will, ex veterano con disturbo post traumatico, vive nella foresta con la figlia tredicenne Tom. I contatti con la società sono ridotti al minimo, in quanto l'uomo non riesce a sopportare la presenza di troppe persone. Dopo essere stati scoperti vengono affidati ai servizi sociali, che li obbligano a vivere e lavorare in una comunità dell'Oregon. Ben presto Will si sente nuovamente oppresso e decide di fuggire con la riluttante figlia, che aveva appena iniziato ad ambientarsi.
La coppia si rifugia in un casolare sperduto, ma Will ha un incidente, ferendosi a una gamba, e Tom è costretta a cercare aiuto per soccorrerlo, trovando delle persone disposte ad aiutarli e ad accoglierli, senza portare l'uomo in ospedale. Una volta rimessosi, Will sente però il bisogno di allontanarsi ed isolarsi di nuovo. Questa volta però Tom si oppone, e padre e figlia sono così costretti a dividersi.

## Produzione
Le riprese del film si sono svolte durante la primavera del 2017 a Portland.

## Promozione
Il primo promo del film viene diffuso il 26 aprile 2018.

## Distribuzione
Il film, presentato al Sundance Film Festival 2018 il 20 gennaio, ed in seguito al Festival di Cannes 2018 nella sezione Quinzaine des Réalisateurs, è stato distribuito nelle sale cinematografiche statunitensi a partire dal 29 giugno 2018, ed in quelle italiane dall'8 novembre dello stesso anno.

## Accoglienza

### Critica
Sull'aggregatore di recensioni Rotten Tomatoes il film riceve il 100% delle recensioni professionali positive con un voto medio di 8,5 su 10 basato su 234 critiche, mentre su Metacritic ottiene un punteggio di 88 su 100 basato su 44 recensioni.
Nel luglio 2019 il sito Indiewire.com, specializzato in cinema e critica cinematografica, posiziona il film al settantaseiesimo posto dei migliori cento film del decennio 2010-2019.
Nel settembre 2019 il Guardian ha posizionato il film al cinquantasettesimo posto dei cento migliori film prodotti dopo il 2000.

## Riconoscimenti
- 2018 - Cleveland International Film Festival
  - Candidatura per il miglior film indipendente
  - Candidatura per la miglior regista a Debra Granik
- 2018 - Gotham Independent Film Awards[10]
  - Candidatura per il miglior attore a Ben Foster
  - Candidatura per il miglior interprete emergente a Thomasin McKenzie
- 2018 - Heartland Film
  - Miglior film
- 2018 - Independent Film Festival of Boston
  - Miglior film
- 2018 - Los Angeles Film Critics Association[11]
  - Miglior regista a Debra Granik
  - Candidatura per il Miglior attore a Ben Foster
- 2018 - National Board of Review[12]
  - Migliori dieci film indipendenti
  - Miglior performance rivelazione a Thomasin McKenzie
- 2018 - San Diego Film Critics Society Awards[13]
  - Miglior film
  - Miglior regista a Debra Granik
  - Miglior artista emergente a Thomasin McKenzie
  - Candidatura per la migliore attrice non protagonista a Thomasin McKenzie
  - Candidatura per la miglior sceneggiatura adattata a Debra Granik ed Anne Rosellini
- 2018 - Seattle International Film Festival
  - Candidatura per il miglior film
  - Candidatura per il miglior attore a Ben Foster
  - Candidatura per la miglior attrice a Thomasin McKenzie
  - Candidatura per la miglior regista a Debra Granik
- 2018 - Sydney Film Festival
  - Candidatura per il miglior film
- 2019 - Critics' Choice Awards[14]
  - Candidatura per il miglior giovane interprete a Thomasin McKenzie
- 2019 - Independent Spirit Awards[15][16]
  - Bonnie Award a Debra Granik
  - Candidatura per il miglior film
  - Candidatura per il miglior regista a Debra Granik
  - Candidatura per la miglior attrice non protagonista a Thomasin McKenzie
- 2019 - National Film & TV Awards[17]
  - Candidatura per il miglior nuovo talento a Thomasin McKenzie
- 2019 - Satellite Award[18]
  - Candidatura per il miglior attore in un film drammatico a Ben Foster
  - Candidatura per la miglior sceneggiatura non originale a Debra Granik e Anne Rosellini
  - Candidatura per il miglior film indipendente